# Enderun

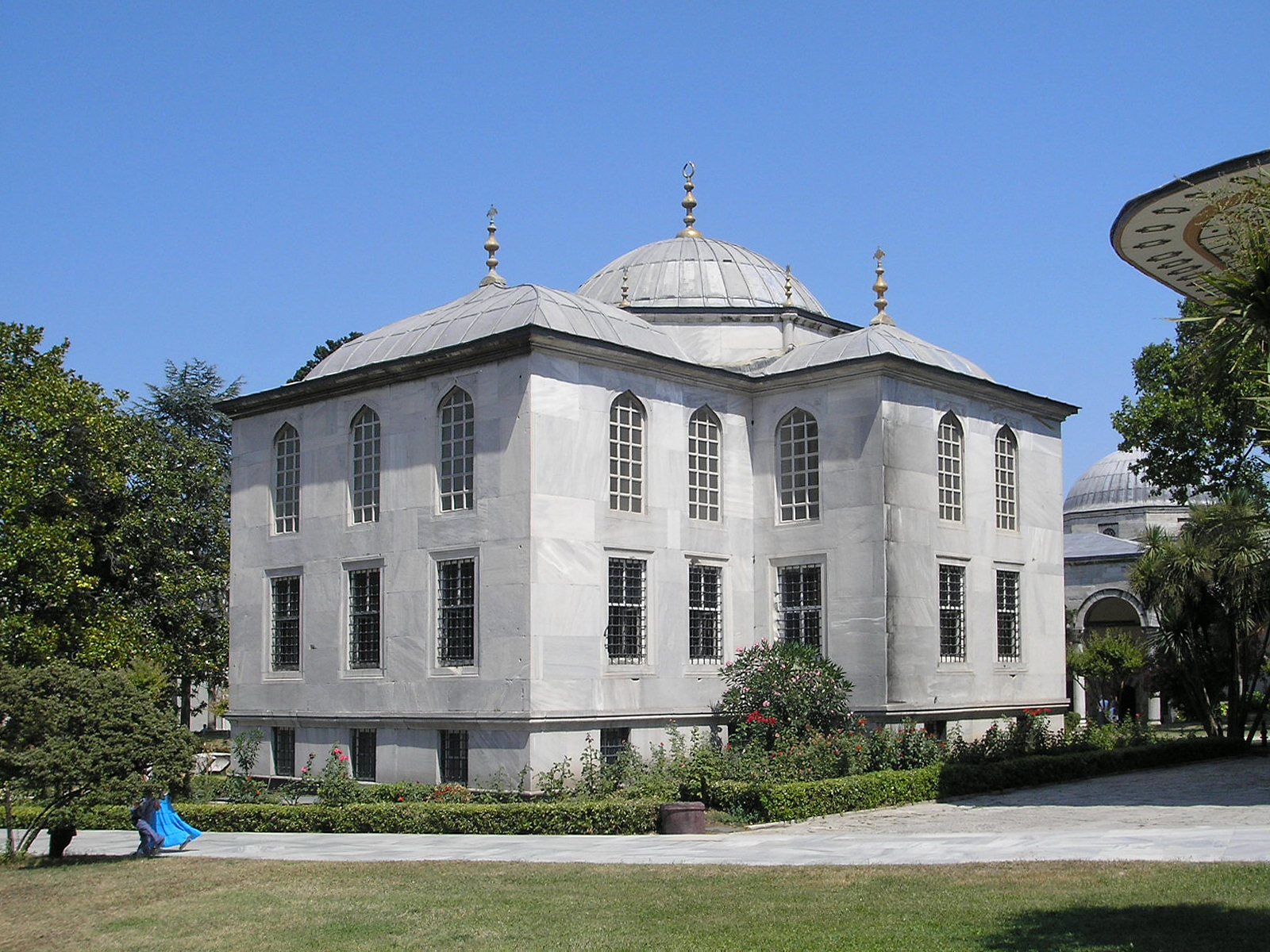
Die Bibliothek der Palastschule im neoklassischen Stil

Das Enderûn (osmanisch اندرون Enderûn, deutsch ‚Das Innere‘ auch اندرون همايوم Enderûn-i Hümâyûn ‚Großherrliches Enderûn‘ oder اندرون مكتبى Enderûn Mektebi ‚Palastschule‘) war ein osmanisches Ausbildungs- und Rekrutierungssystem für die christlichen Untertanen, die mittels Knabenlese ausgewählt und in der islamischen und osmanischen Kultur unterrichtet wurden, um dann in verschiedenen Positionen als persönliche Diener des Sultans zu dienen. Später wurden auch muslimische Schüler aufgenommen. Der Name Enderûn leitet sich von der Schule im Topkapı-Palast ab, die die letzte Station der Schüler war. Diese Palastschule lag im dritten inneren Hof Topkapıs – dem Enderûn. Dieser innere Bereich des Palastes stand im Gegensatz zur Außenwelt (Bīrūn) und war nur mit dem persönlichen Service für die königliche Familie beschäftigt. Alle hier arbeitenden und dienenden Menschen hatten den Status eines Kul (قول/ḳul/Diener) und standen so in einem sklavenähnlichen Verhältnis zum Sultan.
Das Enderûn war ziemlich erfolgreich in der Ausbildung einer Bürokratie, deren Mitglieder verschiedenen Kulturen entstammem. Der Erfolg spiegelte sich auf allen Ebenen wider. Neben einer administrativen Ausbildung wurden die Schüler auch auf eine militärische Laufbahn vorbereitet. Die Absolventen des Enderûn waren dem Sultan sehr verbunden und sonderten sich von den niederen Klassen ab. Sie arbeiteten später als Gelehrte, Dichter, militärische Befehlshaber und bekleideten politische Ämter wie Minister und Großwesire.
Dieses Ausbildungssystem unterschied sich von den restlichen türkischen, islamischen oder europäischen Schultraditionen. Aufgrund des multikulturellen Charakters des Reiches war es auch ein Modell für die Ausbildung von Schülern verschiedenster Herkünfte für ein gemeinsames Ideal. Das Enderûn hatte einen positiven Effekt auf das friedliche Zusammenleben im Reich.

## Geschichte
Wachstum und Bestand des osmanischen Reiches hingen von der Qualität seiner Staatsmänner ab. Ein Merkmal der Politik Mehmed II. war es, eine besondere Schule für die begabtesten Kinder des Reiches zu gründen, um aus ihnen treue und gute Staatsmänner zu machen. Mehmed II. verbesserte dazu die Palastschule, die unter seinem Vorgänger Murad I. in Edirne gegründet worden war, und verlegte sie in den Topkapı-Palast nach Istanbul. Bis zur Herrschaft Mahmud II. im 19. Jahrhundert funktionierte dieses System gut. Mit der Eröffnung von an Europa orientierten Militärschulen und der Auflösung der traditionellen osmanischen Armee 1826 unter Mahmud II. büßte die Schule an Bedeutung ein. Im Zuge der Tanzimatreformen wurden verschiedene gewerbliche und andere Schulen durch Türken und Angehörige anderer Nationalitäten eröffnet, des Weiteren verloren die Absolventen ihre Vormachtstellung in der osmanischen Verwaltung, was dem Enderûn noch mehr schadete. Schließlich wurde das Enderûn während der Zweiten osmanischen Verfassungsperiode 1909 geschlossen.

## Lehrplan und grundlegende Prinzipien des Enderûn

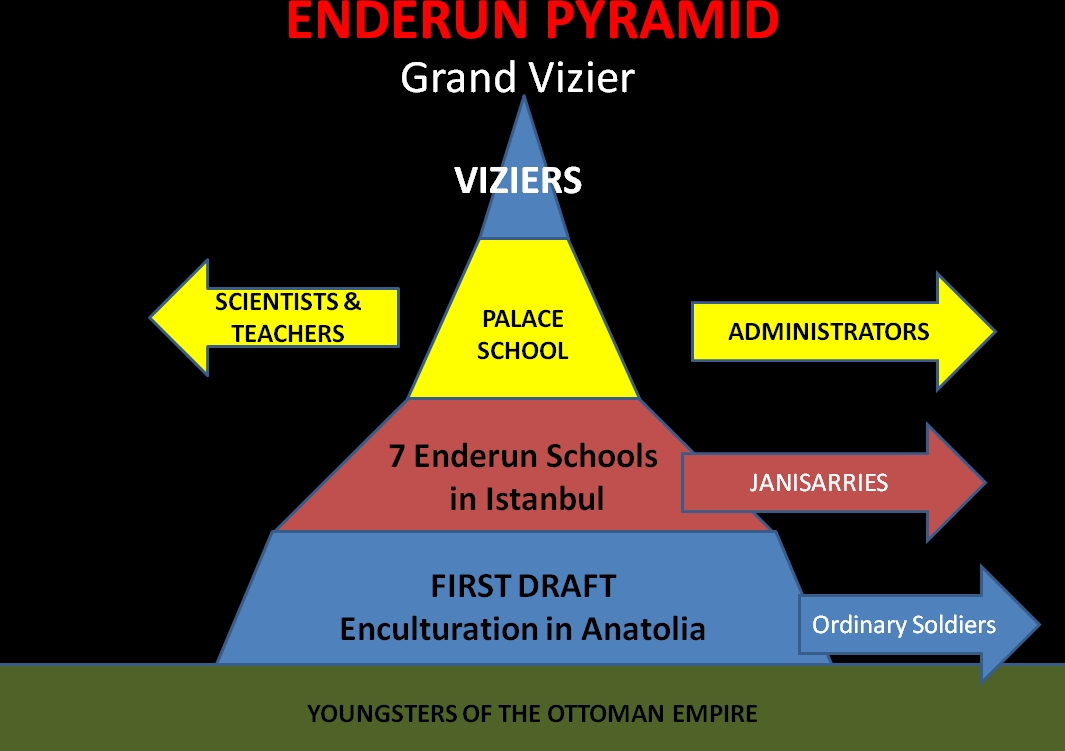
Der Werdegang der Schüler im Enderûn-Schulsystem

Verschiedene Scouts durchsuchten das Land nach talentierten Kindern. Die Kinder sollten zwischen 10 und 20 Jahren alt sein, keine Waisen oder Einzelkinder sein und körperlich nicht behindert, denn man glaubte, dass ein starker Geist nur in einem starken Körper innewohnen würde. Die Ausbildung begann in drei vorbereitenden Schulen außerhalb des Topkapı-Palasts, hier studierten 1000–2000 Schüler, von denen dann die besten nach einer Auswahl an der Palastschule weiter unterrichtet wurden. Die Ausbildung dieser selektierten Içoğlan dauerte sieben bis acht Jahre. Im Laufe der Zeit änderte sich die Schulordnung. Die Fächer waren in fünf Komplexe aufgeteilt:
1. Islamische Wissenschaften wie Arabisch, Türkisch und Persisch,
2. Naturwissenschaften wie Mathematik und Geographie,
3. Geschichte, Recht, Verwaltung, Gepflogenheiten des Palastes und Staatskunst,
4. Berufliche Ausbildung, inklusive Kunst- und Musikerziehung, und
5. Körperertüchtigung, inklusive Waffentraining[8][9][10]

Die erfolgreichen Absolventen wurden entsprechend ihren Fähigkeiten entweder auf eine administrative oder eine wissenschaftliche Laufbahn aufgeteilt, diejenigen, die nicht bestanden, kamen zum Militär. Eine der markantesten Eigenschaften des Enderûn war sein ausgeklügeltes System aus sorgfältig abgestuften Belohnungen und entsprechenden Strafen. Ipsirli beschrieb, dass das Hauptziel der Schule nicht nur die schulische Erziehung war, sondern auch das Erkennen und die Förderung der schülerischen Talente. Am Ende der Ausbildung konnten die Schüler in mindestens drei Sprachen flüssig schreiben und lesen, hatten ein Verständnis für neue wissenschaftliche Entwicklungen, konnten mindestens ein Handwerk oder künstlerisches Fach und hatten militärische Qualitäten. Das Enderûn wollte nicht nur Schreiber oder Soldaten ausbilden, sondern den perfekten Menschen, der mit breitem Wissen und Können das riesige Reich verwalten konnte.

## Das Schulgebäude
Die Palastschule befand sich im dritten Hof des Topkapı-Palast, wo sich weitere wichtige Gebäude wie die Schatzkammer, der Thronsaal, der Harem und der Pavilion mit heiligen Reliquien (Emanat-ı mukaddese) befanden. Die Palastschule bestand aus sieben Hallen, die die unterschiedlichen Klassen beziehungsweise Berufsfelder darstellten. In jeder Halle unterrichteten zwölf Lehrer und die Schüler trugen entsprechend ihren Leistungen unterschiedliche Kleidung. Die Hallen waren im Einzelnen:
1. Hane-i Sağır (Die kleine Halle) – Sowohl hier als auch in der großen Halle waren die Schüler mit Lesen und Schreiben beschäftigt. Der Oberaufseher und Leiter hier war der Kapı Ağası.
2. Hane-i Kebir (Die große Halle) – Sowohl hier als auch in der kleinen Halle waren die Schüler mit Lesen und Schreiben beschäftigt. Der Kapı Ağası hatte hier das Sagen.
3. Hane-i Bâzyân (Die Falknerhalle) – In dieser Halle kümmerten sich die Schüler um die Jagdfalken der Herrscher. Die Schüleranzahl betrug hier vierzig.
4. Hane-i Seferli (Expeditionskorpshalle) – Hier war die Wäscherei des Sultans untergebracht. Die Schüler kümmerten sich um die Kleidung.
5. Hâne-i Kiler (Vorratshalle) – Die Vorratshalle und Küche waren hier untergebracht. Die Schüler beschäftigten sich hier mit dem Essen und Trinken für den Herrscher. Das Essen des Sultans wurde von Vorkostern geprüft.
6. Hazine Koğuşu (Schatzkammer) – Hier befassten sich die Schüler mit der Verwaltung des Hofschatzes und der Buchhaltung.
7. Has Oda (Innenzimmer) – Der Sultan lebte in diesem Bereich und wurde von etwa vierzig Schülern im Rang eines Ağas bedient.

Zu Schule gehörten eine Bibliothek, eine Moschee, ein Musikkonservatorium, Schlafsäle und Bäder.